# ツリフネソウ科
ツリフネソウ科（つりふねそうか、学名：Balsaminaceae）は双子葉植物に属する科。2属900種以上を含むが、1種を除いてツリフネソウ属に属する。牧野 (1940) などはホウセンカから取ってホウセンクワ科としている。

## 特徴
やや多肉で多汁な草本。花は左右相称で多くは距がある。がく片は5枚または3枚で花弁同様に着色するものが多い。花弁は5枚または一部癒合して3枚。雄蕊は５本。心皮は5枚、稀に４枚。果実は蒴果（熟すと勢いよく弾ける）が多く（ツリフネソウ属）、一部は液果（Hydrocera）、分果。
ユーラシア、アフリカ、北アメリカの熱帯から温帯に分布し、熱帯アフリカや東南アジアに多い。
日本にはツリフネソウ、キツリフネ、ハガクレツリフネの3種が自生し、ホウセンカや同属の園芸種（インパチェンス、アフリカホウセンカなどと呼ばれる）が栽培される。
現在のAPG分類体系では、系統関係の研究成果に基づき、ツツジ目に入れる。従来使われていたクロンキスト体系では形態に基づきフウロソウ目に入れていた。

## 属
- ツリフネソウ属 Impatiens - ツリフネソウ、キツリフネ
- Hydrocera
- （Impatientella　 ふつうツリフネソウ属に含める）
- （Semeiocardium　 ふつうツリフネソウ属に含める）